# Lorena Miranda
Lorena Miranda Dorado (Ceuta, España, 7 de abril de 1991) es una exjugadora de waterpolo, entrenadora y política española. Se inició en el waterpolo en el Club Natación Caballa de Ceuta, y posteriormente jugó en el Club Waterpolo Dos Hermanas de Dos Hermanas y el Club Natación Ondarreta Alcorcón
Ha participado en los Juegos Olímpicos de Londres 2012 con la selección nacional de su país, consiguiendo la medalla de plata, tras vencer en las semifinales a Hungría por un marcador de 9-10 y perder en la final contra Estados Unidos por un tanteo de 8-5.
También participó en el Campeonato Mundial de Waterpolo 2013 con la selección nacional femenina, obteniendo la medalla de oro al vencer con autoridad a Australia.
Desde 2019, es consejera de Juventud y Deporte de Ceuta por el Partido Popular.

## Palmarés académico
- Graduada en Actividad Física y del Deporte (Universidad Pablo de Olavide Sevilla).
- Entrenadora superior de waterpolo.
- Estudiando MBA Sport Management (Unisport).

## Palmarés deportivo
Selección española
- Medalla de Oro en el Campeonato del Mundo Junior de Waterpolo (Trieste 2011).
- Medalla de Oro en el Preolímpico de Trieste (2012).
- Medalla de Plata en los Juegos Olímpicos de Londres 2012.
- Medalla de Oro en el Campeonato Mundial de Waterpolo (Barcelona 2013).
- Medalla de Oro en el Campeonato Europeo de Waterpolo (Budapest 2014).

## Premios, reconocimientos y distinciones
- Medalla de Bronce de la Real Orden del Mérito Deportivo, otorgada por el Consejo Superior de Deportes (2013).
- Medalla de Plata de la Real Orden del Mérito Deportivo, otorgada por el Consejo Superior de Deportes (2014).